# Schanzenköpfle
Das Schanzenköpfle ist eine hochmittelalterliche Burgruine über Leutershausen (früher Liuthereshusen), einem Ortsteil der Gemeinde Hirschberg an der Bergstraße, Rhein-Neckar-Kreis im Nordwesten Baden-Württembergs.

## Lage
Die Ruine auf dem Schanzenköpfle liegt in 400 Metern Höhe auf einem Sporn der Hohen Waid am Westrand des Odenwaldes südöstlich von Leutershausen. Vom Schanzenköpfle führt ein Hohlweg zur 500 Meter nordwestlich entfernten, tiefergelegenen Ruine Hirschburg.

## Geschichte
Die Burgen auf dem Schanzenköpfle und dem Hirschberg wurden wahrscheinlich beide von dem edelfreien Geschlecht der Hirschberger (früher Hirzberger) erbaut. Aufgrund der Datierung von Scherbenfunden geht man davon aus, dass das Schanzenköpfle die ursprüngliche Hirschburg war und vielleicht zu Beginn des 12. Jahrhunderts errichtet wurde. Die Burg darunter erbaute vermutlich ein Zweig der Familie, die Strahlenberger, um 1200.
Als „Schanzenköpfle“ wurde die Burg nie urkundlich erwähnt. In der frühesten urkundlichen Erwähnung um 1400 ist vielmehr nur noch vom „obern Burgberg über Hirtzberg“ die Rede, woraus geschlossen wird, dass bereits damals die Burg schon verlassen und nur noch der Burgstall vorhanden war. Wann genau und warum sie aufgegeben wurde, ist nicht bekannt. Scherben- und Metallfunde datieren bis zum Anfang des 13. Jahrhunderts.

## Anlage

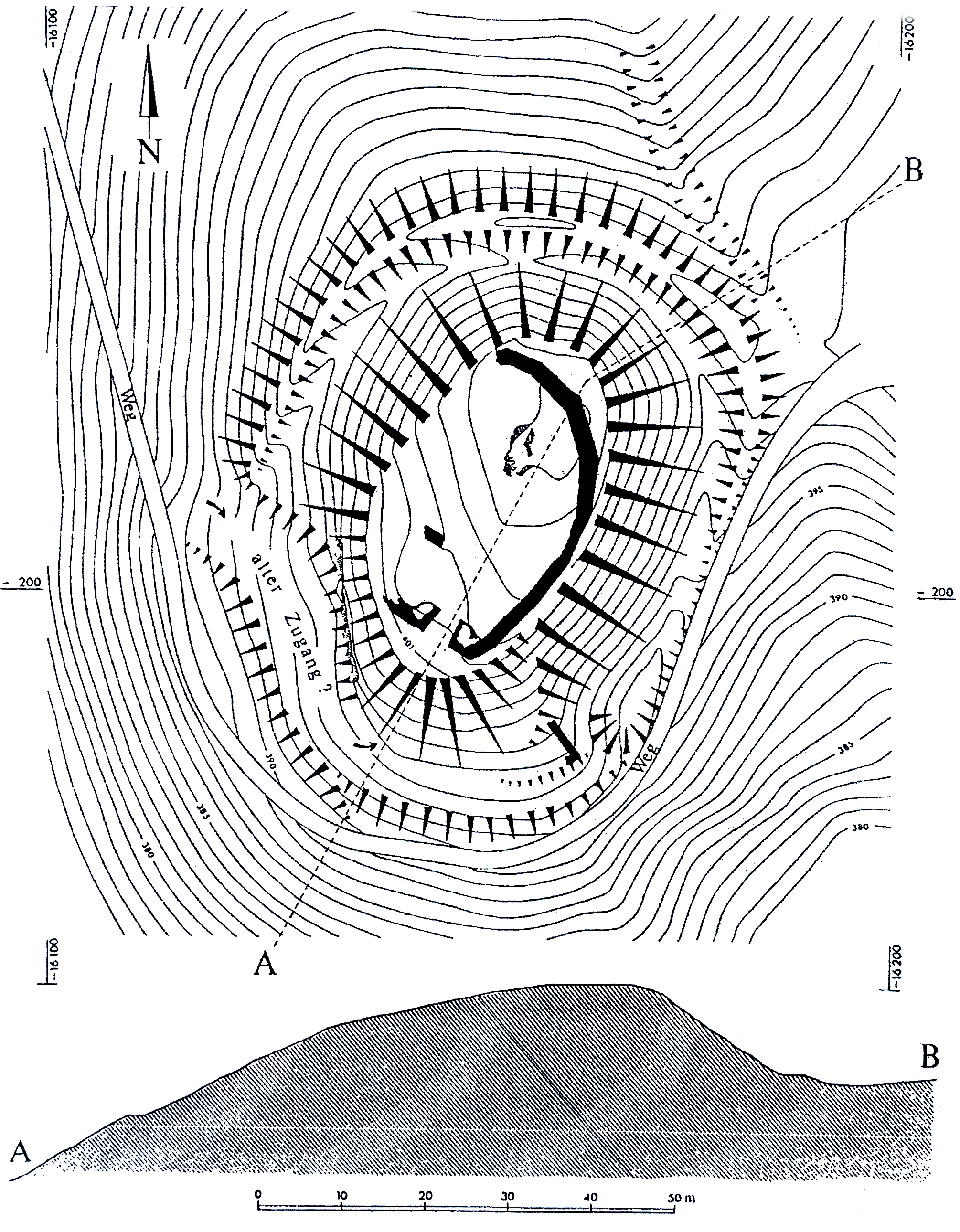
Grundriss

Das etwa 30 mal 35 Meter große Plateau der Burg auf dem künstlich geformten Hügel ist von einer Ringmauer umschlossen, die an zwei Stellen freigelegt ist. Im Süden befinden sich die Fundamente eines Zangentors. Den nach drei Seiten stark abfallenden Sporn umläuft ein Ringgraben, dem nördlich ein Wall vorgelagert ist.